# Île Ziegler
L'île Ziegler (en russe : Остров Циглера; Ostrov Tsiglera) est une île de la terre François-Joseph.

## Géographie
L'île, d'une longueur de 45 km du nord-est au sud-ouest, fait partie de la Terre de Zichy, sous-groupe de l'archipel. Elle est pratiquement toujours entièrement glacée. 

## Histoire
Découverte par Julius von Payer et Karl Weyprecht en 1873, elle ne fut nommée qu'en 1905 en hommage à l'homme d'affaires et explorateur polaire William Ziegler.

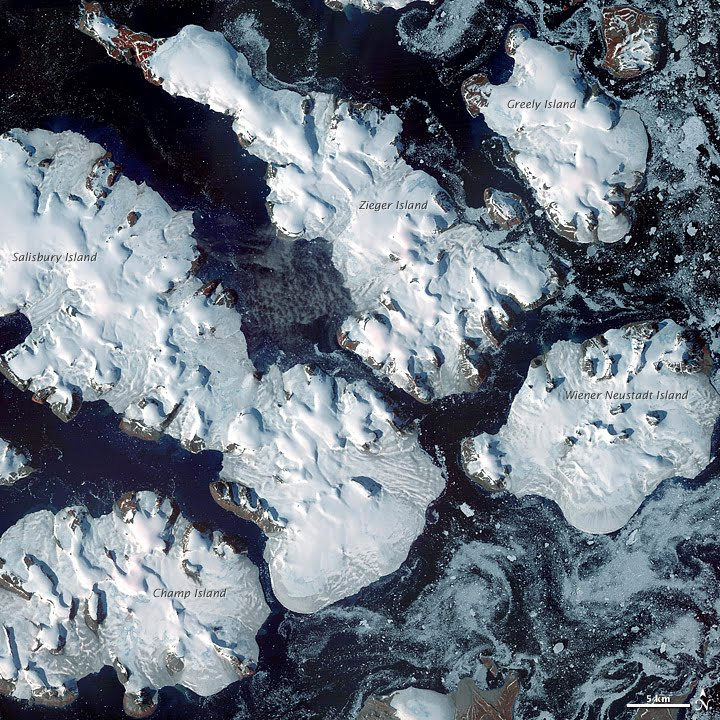
Image satellite de plusieurs îles de l'archipel François-Joseph dont l'île Ziegler.